# Dragon Quest: Your Story
Dragon Quest: Your Story (ドラゴンクエスト ユア・ストーリー, Doragon Kuesuto Yua Sutōrī) est un film d'animation japonais réalisé par Takashi Yamazaki, Ryuichi Yagi et Makoto Hanafusa, et sorti en 2019.
Basé sur la série de jeux vidéo Dragon Quest, il s'agit de l'adaptation du jeu Dragon Quest V : La Fiancée céleste, sorti en 1992 sur Super Nintendo. Il totalise plus de 10 millions de dollars de recettes au box-office japonais de 2019.

## Synopsis
Dragon Quest : Your Story est le tout premier film d'animation réalisé en 3DCG issu de la franchise vidéoludique Dragon Quest. Celui-ci adaptera l'épisode 5 de la saga, La Fiancée céleste, initialement paru au Japon en 1992 sur la Super Famicom.
En digne fils de son père, Luca décide d'aller sauver sa mère des griffes d'Erebos le Fou, mais il lui faut d'abord trouver l'élu capable de brandir l'épée zénithienne.

## Fiche technique
Sauf indication contraire, les informations mentionnées dans cette section peuvent être confirmées par la base de données cinématographiques IMDb,  présente dans la section « Liens externes ».
- Titre original : ドラゴンクエスト ユア・ストーリー (Doragon Kuesuto Yua Sutōrī?)
- Titre international : Dragon Quest: Your Story
- Titre québécois : Dragon Quest : Ton histoire
- Réalisation : Takashi Yamazaki, Ryuichi Yagi et Makoto Hanafusa
- Scénario : Takashi Yamazaki
- Musique : Kōichi Sugiyama
- Société de production : Shirogumi et Robot Communications (en)
- Société de distribution : Tōhō
- Budget : n/a
- Pays d'origine :  Japon
- Langue originale : japonais
- Format : couleur
- Genre : anime, action
- Durée : 103 minutes
- Dates de sortie[1] :
  -  Japon : 2 août 2019

## Version originale
- Takeru Satoh : Ruka
- Kasumi Arimura : Bianca
- Haru (en) : Flora
- Kentarō Sakaguchi (en) : Henry
- Takayuki Yamada : Papasu
- Kendō Kobayashi (en) : Sancho
- Ken Yasuda : Pusan
- Suzuki Matsuo (en) : Ludman
- Kōichi Yamadera : Surarin
- Chikako Kaku : Martha
- Arata Furuta (en) : Buon
- Kōtarō Yoshida (en) : Gema
- Arata Iura : Mildrath

## Version française
- Benjamin Bollen : Luca
- Bruno Dubernat : Drago
- Jean-Christophe Quenon : Rodrigo
- Emmylou Homs : Nera
- Guillaume Desmarchelier : Bjorn
- Charles Pestel : Kon
- Ludovic Baugin : Slon
- Simon Volodine : Franck
- Charlotte Hervieux : Faerie
- Fanny Bloc : Henry (enfant)
- Anais Delva : Bianca
- Lou Levy : Alus (enfant)
- Bruno Magne : Sancho
- Julien Alluguette : Harry
- Féodor Atkine : Ladja / Erebos le Fou
- Valentin Merlet : Pankraz
- Stéphane Fourreau : Nimzo
- Emmanuel Jacomy : Surarin (Gootrude)
- Adaptation : Audrey Peon
- Direction Artistique : Anne Mathot

## Production
Le 13 février 2019, Yūji Horii, le créateur de Dragon Quest, apparaît dans l'émission News Zero sur Nippon TV et annonce qu'un film d'animation en 3D basé sur la franchise sortira le 2 août prochain,. Intitulé Dragon Quest: Your Story, c'est l'adaptation du jeu Dragon Quest V : La Fiancée céleste de 1992.
Écrit et réalisé par Takashi Yamazaki, il est également réalisé par Ryuichi Yagi et Makoto Hanafusa,. Certains membres de l'équipe, dont Yamazaki et Yagi, avaient déjà travaillé ensemble sur le film d'animation en 3D Stand by Me Doraemon (2014). Horii supervise le film et utilise la musique originale de Kōichi Sugiyama.
Pour le film, les dialogues sont enregistrés en premier et les expressions et la synchronisation labiale des personnages sont ensuite adaptées sur ceux-ci. Les acteurs enregistrent leur dialogue deux fois, une première fois deux ans auparavant, puis une nouvelle fois lorsque l'animation est terminée.
La première bande-annonce sort le 4 avril. Parallèlement, 13 membres de la distribution sont révélés, dont Takeru Satoh pour la voix du héros Ruka et Kasumi Arimura pour celle de Bianca. D'autres membres de la distribution sont révélés le 14 mai. Une deuxième bande-annonce et l'affiche du film sont dévoilées le 19 juin.

## Sortie

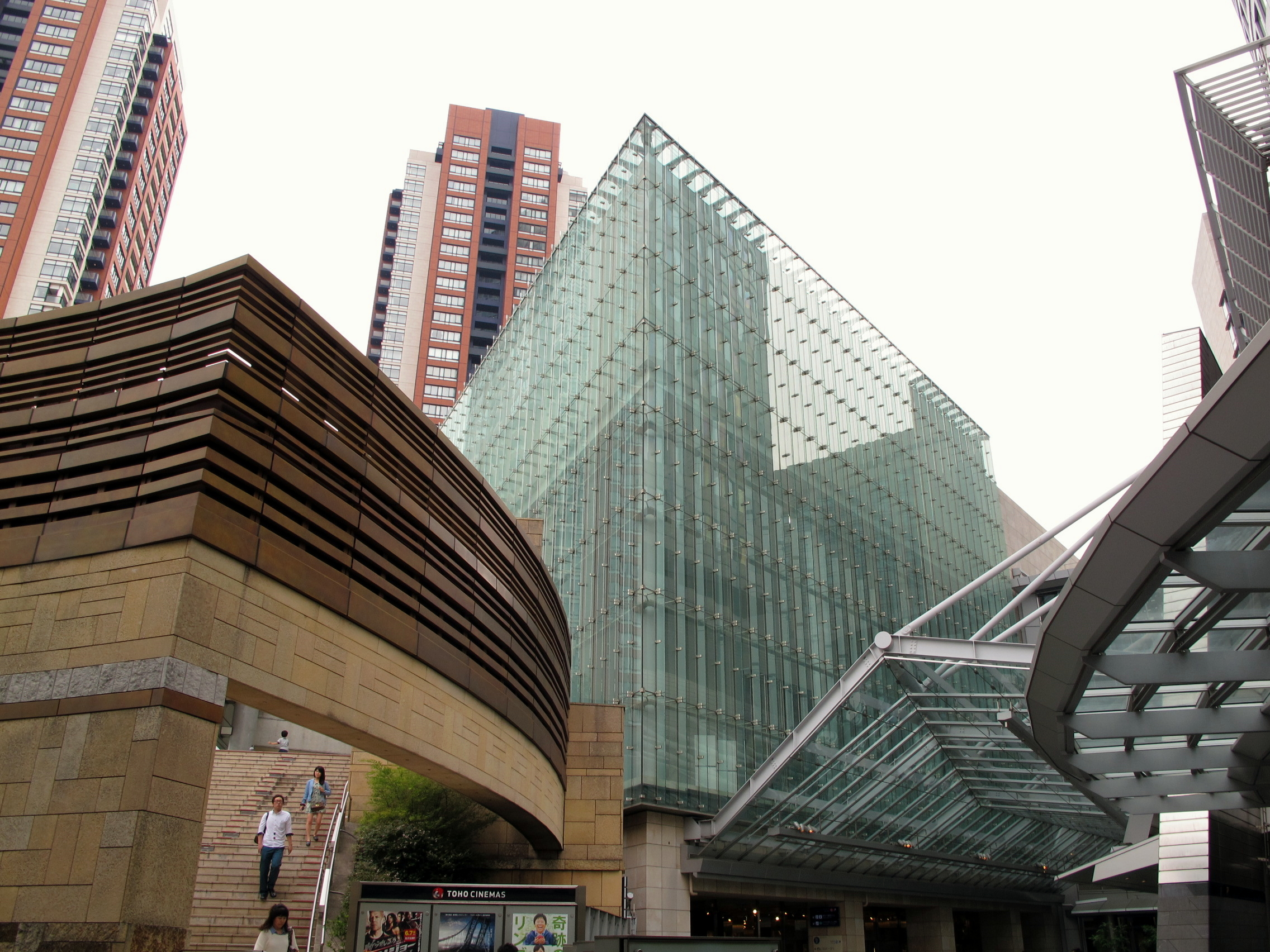
Les cinémas Tōhō de Roppongi Hills accueillent la première mondiale du film.

La première du film a lieu aux cinémas Tōhō (en) à Tokyo le 16 juillet 2019. Il sort à l'échelle nationale le 2 août 2019.

## Accueil
À la suite de la sortie de la première bande-annonce, certains amateurs japonais de Dragon Quest critiquent la décision d'embaucher de célèbres acteurs pour interpréter les personnages à la place de seiyūs professionnels. De nombreuses critiques portent également sur l'esthétique des personnages qui n'utilise pas le style artistique caractéristique d'Akira Toriyama.